# Pere Tordera Blancafort
Pere Tordera Blancafort (Tona, 1965) és un fotògraf català. Premi Ortega Gasset 1992, Lux d'Or 2005, Premi Agustí Centelles 1991 i finalista del Fotopres 1993. Actualment treballa al diari Ara. Entre els anys 1989 i 1997, va treballar a les diferents edicions comarcals d'El 9 Nou. També ha col·laborat amb El País, La Vanguardia i El Periódico de Catalunya. L'any 1998, i fins al 2010, va obrir un estudi de fotografia a Vic, dedicat principalment al retrat, els catàlegs i els esdeveniments socials.